# Военно-морской исторический музей
Военно-морской исторический музей (итал. Museo Storico Navale) — музей в Венеции, посвященный истории флота Венецианской республики и ВМФ Италии.

## История
В современном виде музей основан в 1919 году Королевскими ВМС Италии.
Прообразом музея был «Дом моделей» Венецианского Арсенала. В нем хранились модели строившихся в Арсенале кораблей — такое судомоделирования было частью процесса проектирования и строительства.
Также в собрание вошли морские реликвии, хранившиеся в самом Арсенале, и морские трофеи, хранившиеся во Дворце дожей.
В 1964 году музей переехал в пятиэтажное здание арсенального амбара XV века постройки. Некогда здесь хранилось зерно, из которого пекли галеты — твердые бисквиты, составлявшие основную пищу галерных гребцов.

## Собрание
Главное здание содержит экспонаты в 42 залах на 4000 кв.м.
Перед главным входом в здание с 1961 года выставлены военные трофеи Первой мировой войны: якоря двух боевых кораблей австро-венгерского флота, SMS Viribus Unitis и SMS Tegetthoff. Два парных им якоря установлены в Риме у входа в здание Морского дворца (итал. Palazzo della Marina), главного штаба ВМФ Италии.
На втором этаже отдельный зал посвящен «Бучинторо» (итал. Bucintoro, в русскоязычной традиции также «Буцентавр») — парадной галере венецианских дожей, используемой ими в ежегодной церемонии обручения с морем.
На четвертом этаже расположен «Шведский зал» (итал. Sala svedese), посвященный связям между итальянским и шведским флотами.
Также к музею относятся:
- «Зал кораблей» (итал. Padiglione delle navi) в здании бывшей весельной мастерской Арсенала — содержит настоящие корабли разных эпох (открыт для публики только по особым случаям).
- Церковь Святого Власия (Сан Бьяджо)[итал.] (итал. Chiesa di San Biagio) — домовая церковь Арсенала и всех венецианских моряков.

## Галерея

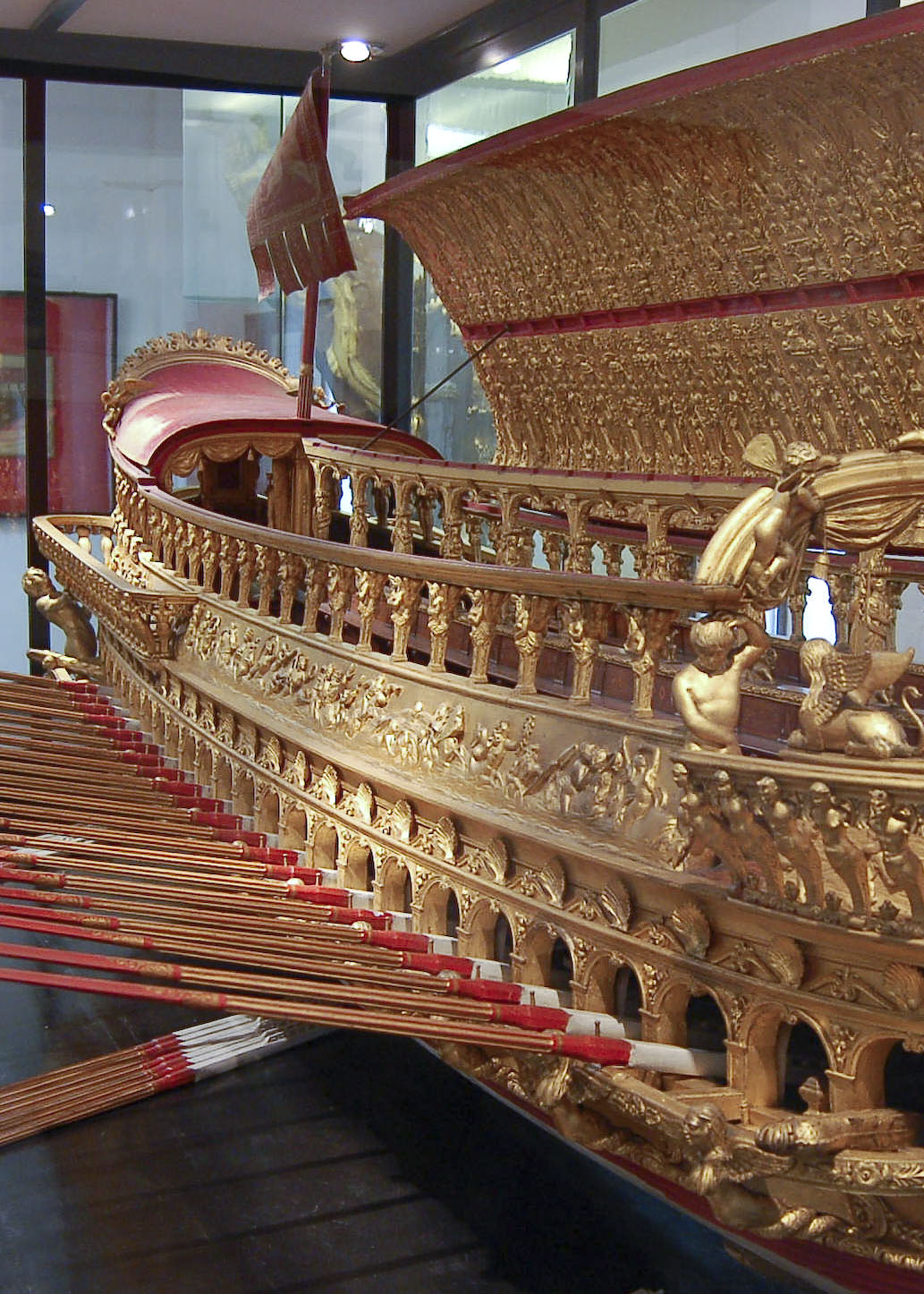
Модель «Бучинторо»
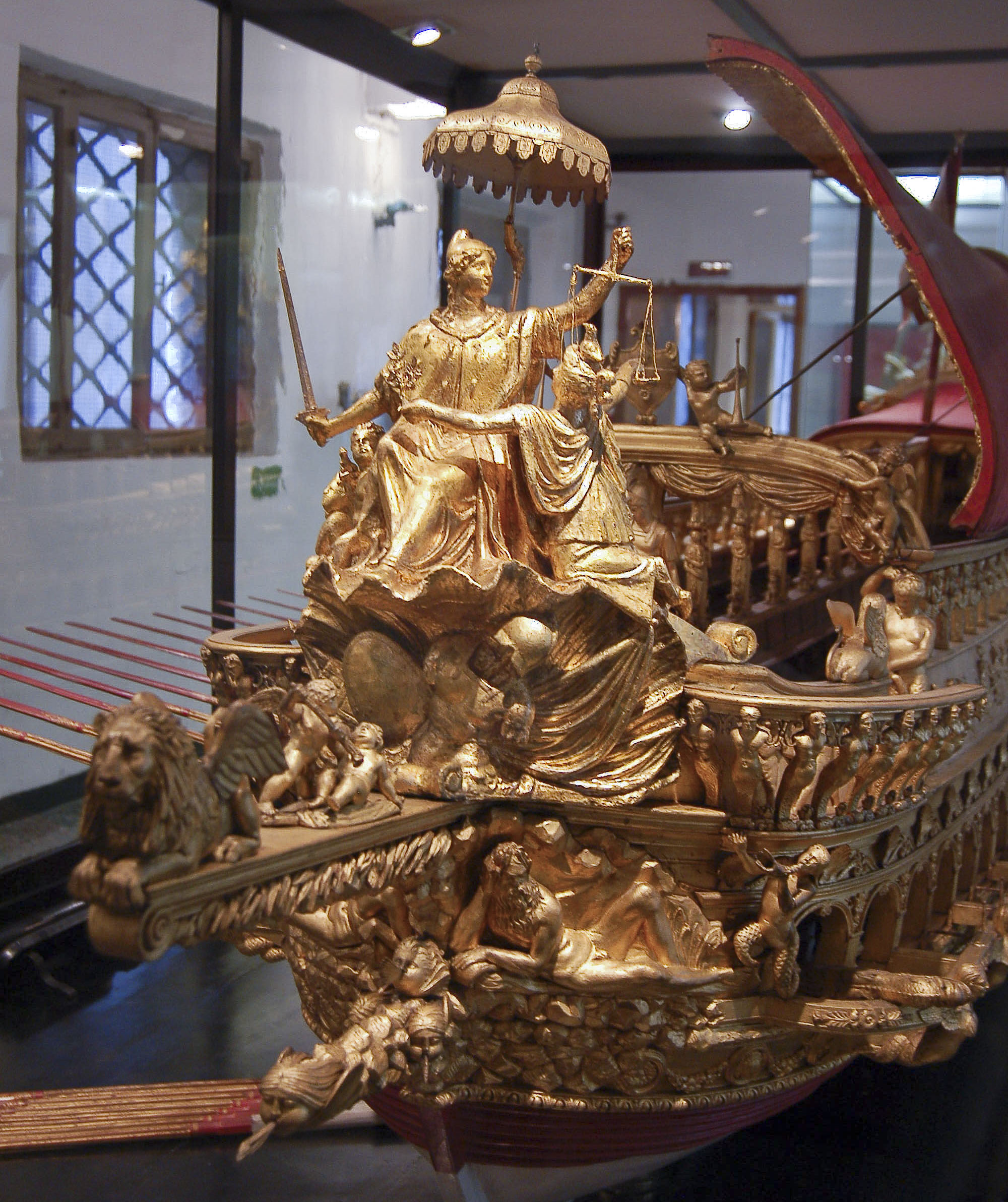
Гальюнная фигура «Бучинторо»
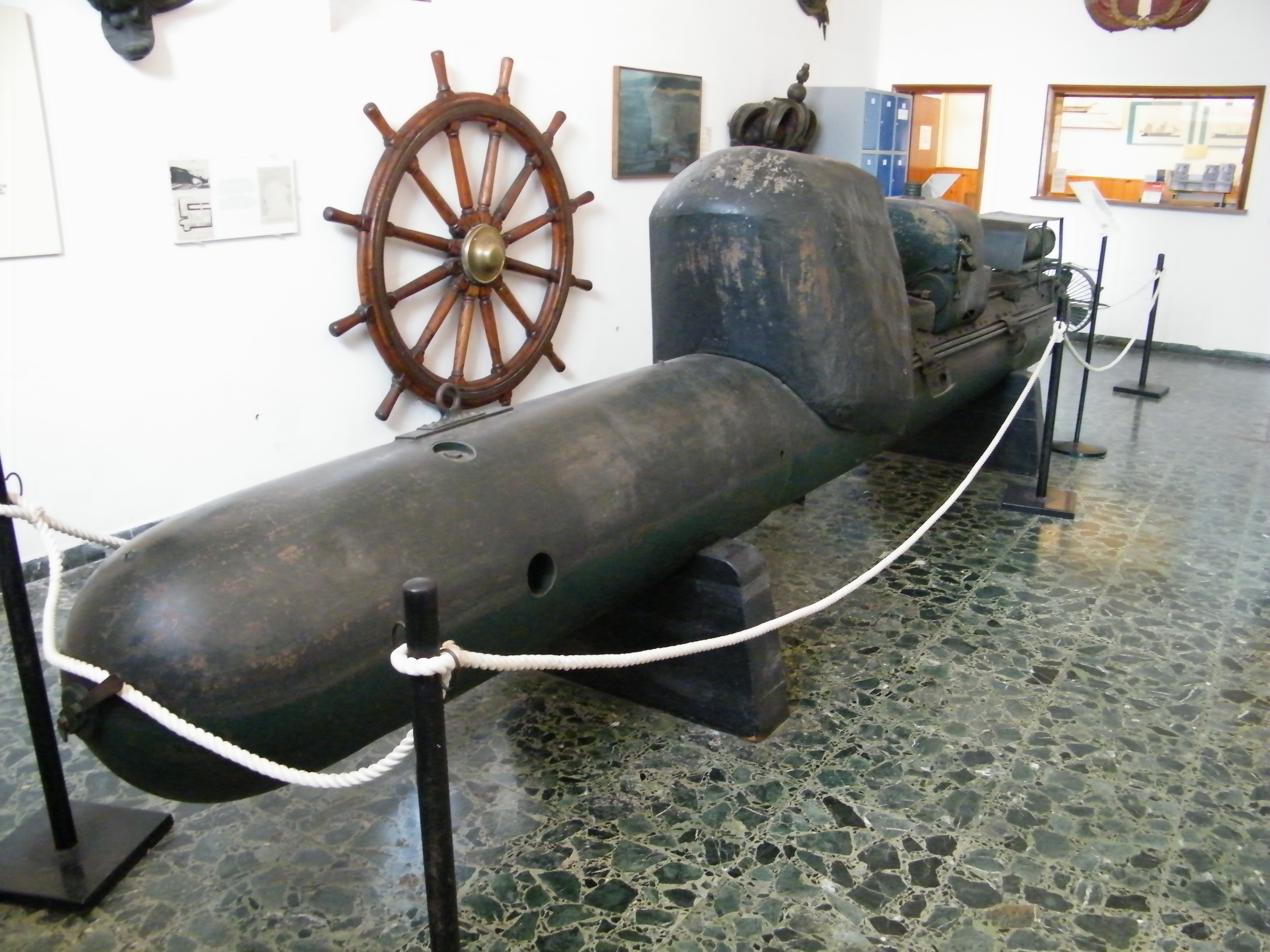
Майале (человекоуправляемая торпеда)
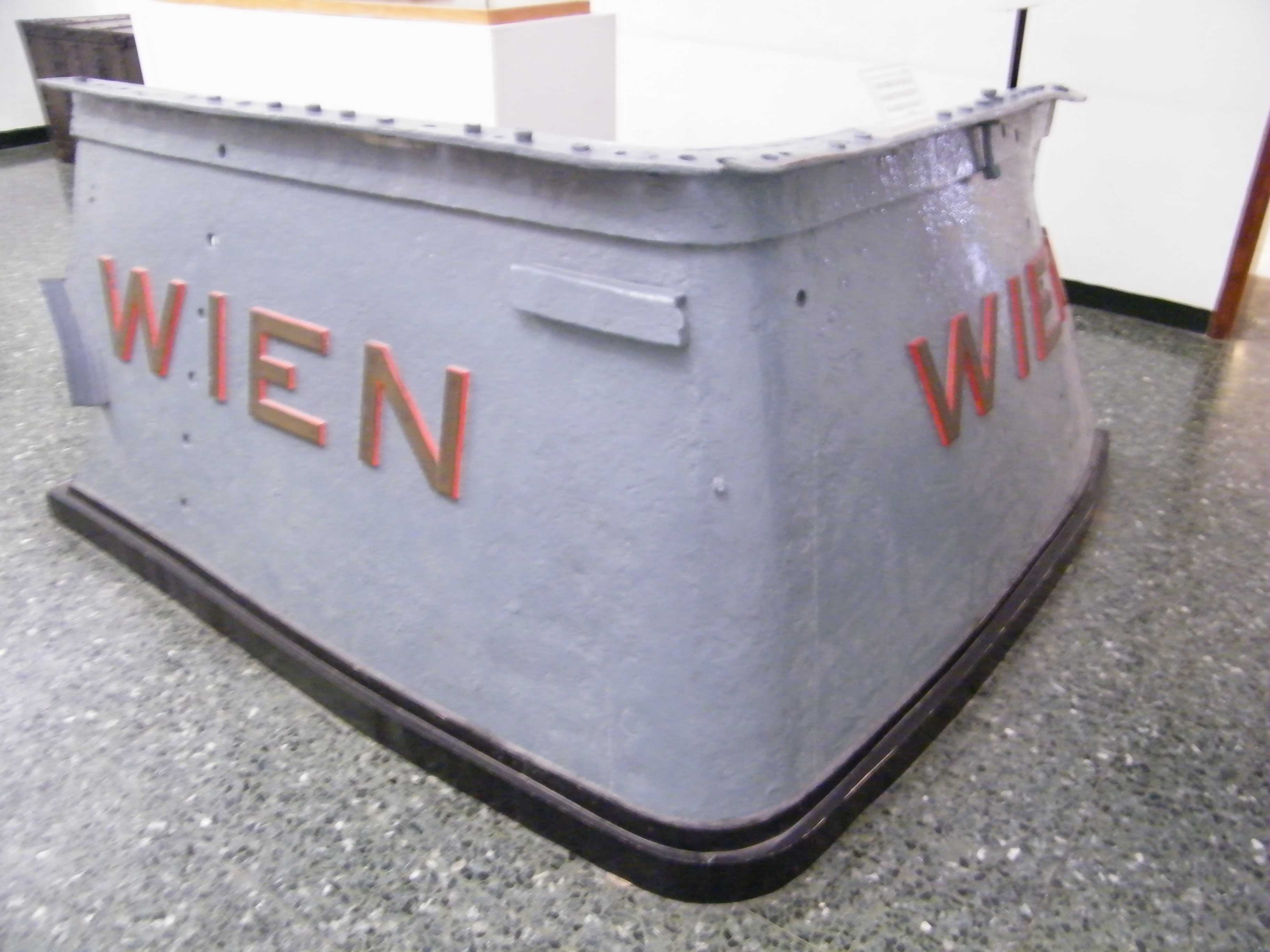
Фрагмент носовой части австро-венгерского броненосца SMS Wien[итал.] (потоплен итальянцами в 1917 году)
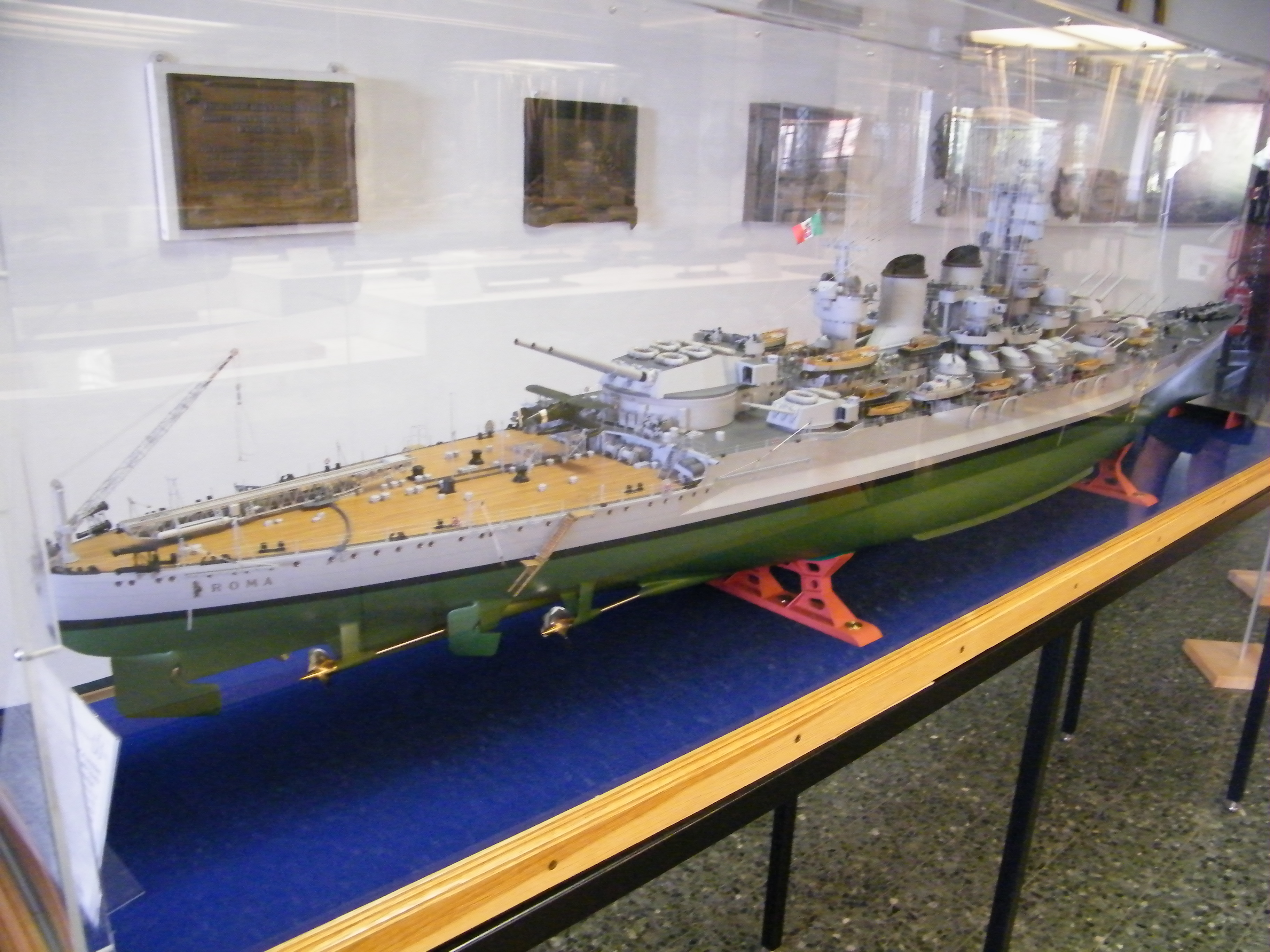
Модель итальянского линкора «Рим» (потоплен немцами в 1943 году)